# بازگردانی حیات وحش پلیستوسن

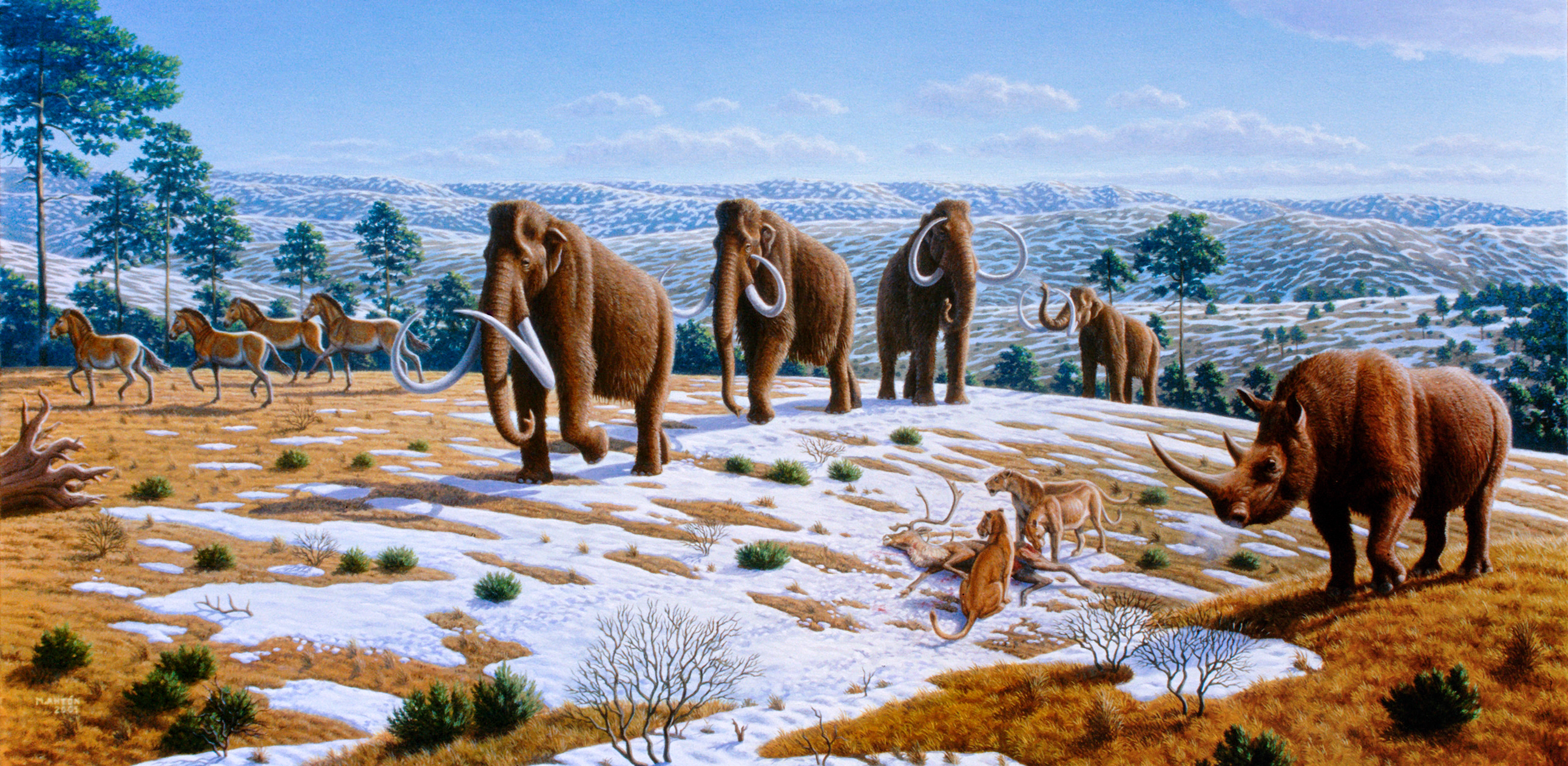
کلان‌زیاگان استپ ماموت پلیستوسن

بازگردانی حیات وحش پلیستوسن (به انگلیسی: Pleistocene rewilding) حمایت از معرفی دوباره کلان‌زیاگان موجود در پلیستوسن یا معادل‌های بوم‌شناختی نزدیک کلان‌زیاگان منقرض شده‌است. این یک روش عملی حفاظتی برای بازگردانی طبیعت وحشی است که شامل معرفی دوباره گونه‌ها به مناطقی است که در تاریخ اخیر منقرض شده‌اند (صدها سال پیش یا کمتر).
در اواخر دوره پلیستوسن (تقریباً ۱۳۰۰۰ تا ۱۰۰۰۰ سال پیش)، تقریباً تمام جانوران بزرگ اوراسیا، استرالیا و آمریکای جنوبی/شمالی به سوی انقراض کاهش یافتند که به عنوان رویداد انقراض کواترنری از آن یاد می‌شود. با از بین رفتن علف‌خواران بزرگ و گونه‌های شکارچی، کنام‌های مهم برای کارکرد اکوسیستم خالی ماندند. به گفته تیم فلانری، زیست‌شناس، «از زمان انقراض جانوران بزرگ در ۱۳۰۰۰ سال پیش، این قاره دارای جانوران نامتعادل جدی بوده‌است.» به عنوان مثال، این بدان معناست که مدیران پارک‌های ملی در آمریکای شمالی ناچارند تا برای کنترل جمعیت سم‌داران به کشتار متوسل شوند.
پل اس. مارتین (پایه‌گذار فرضیه کشتار بی‌رویه پلیستوسن) بیان می‌کند که جوامع بوم‌شناختی کنونی در آمریکای شمالی در نبود کلان‌زیاگان به درستی عمل نمی‌کنند، زیرا بسیاری از گیاهان و جانوران بومی تحت تأثیر پستانداران بزرگ تکامل یافته‌اند.

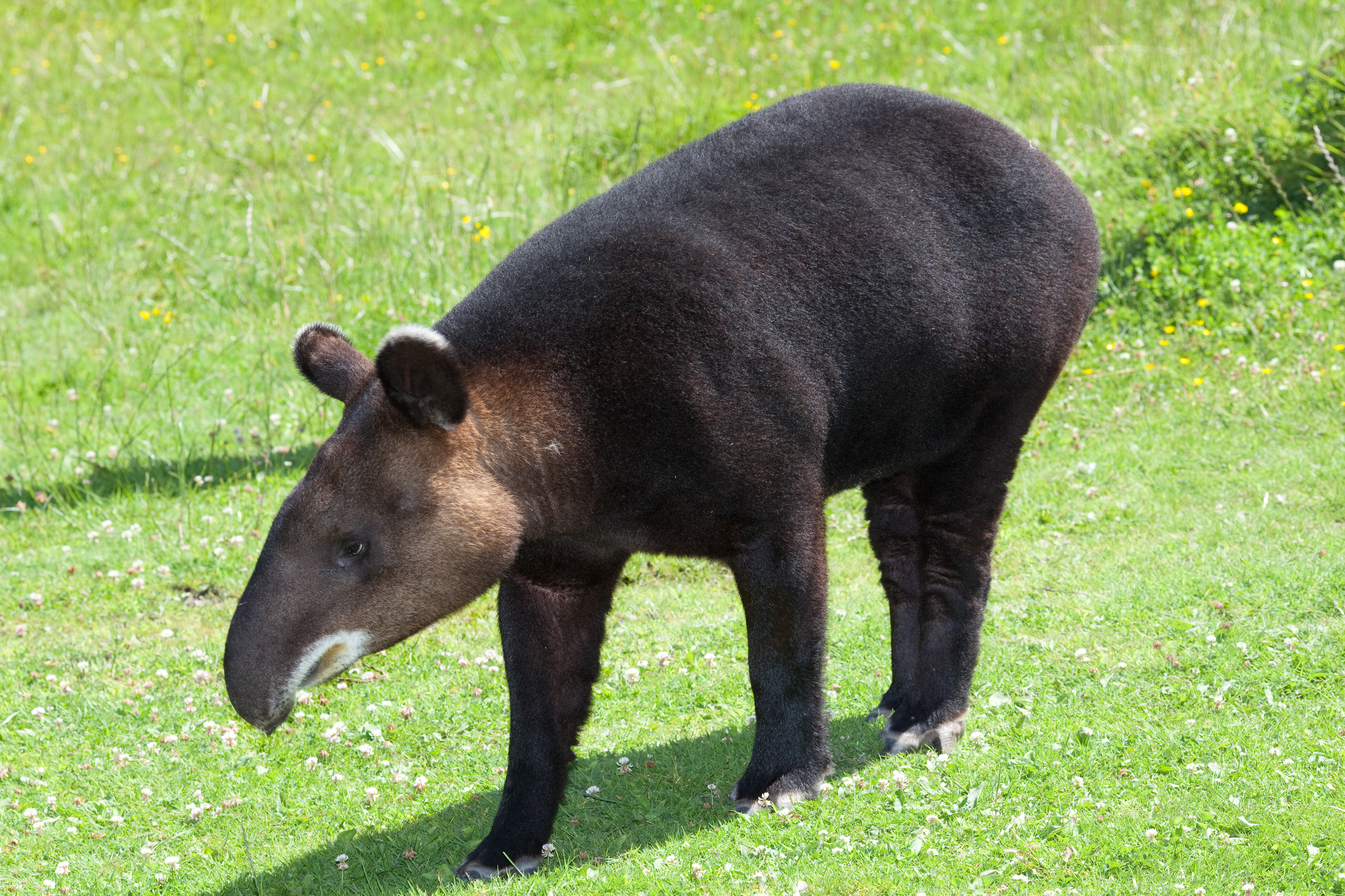
تاپیر کوهی

### جانورانی که در گذشته معرفی شده‌اند

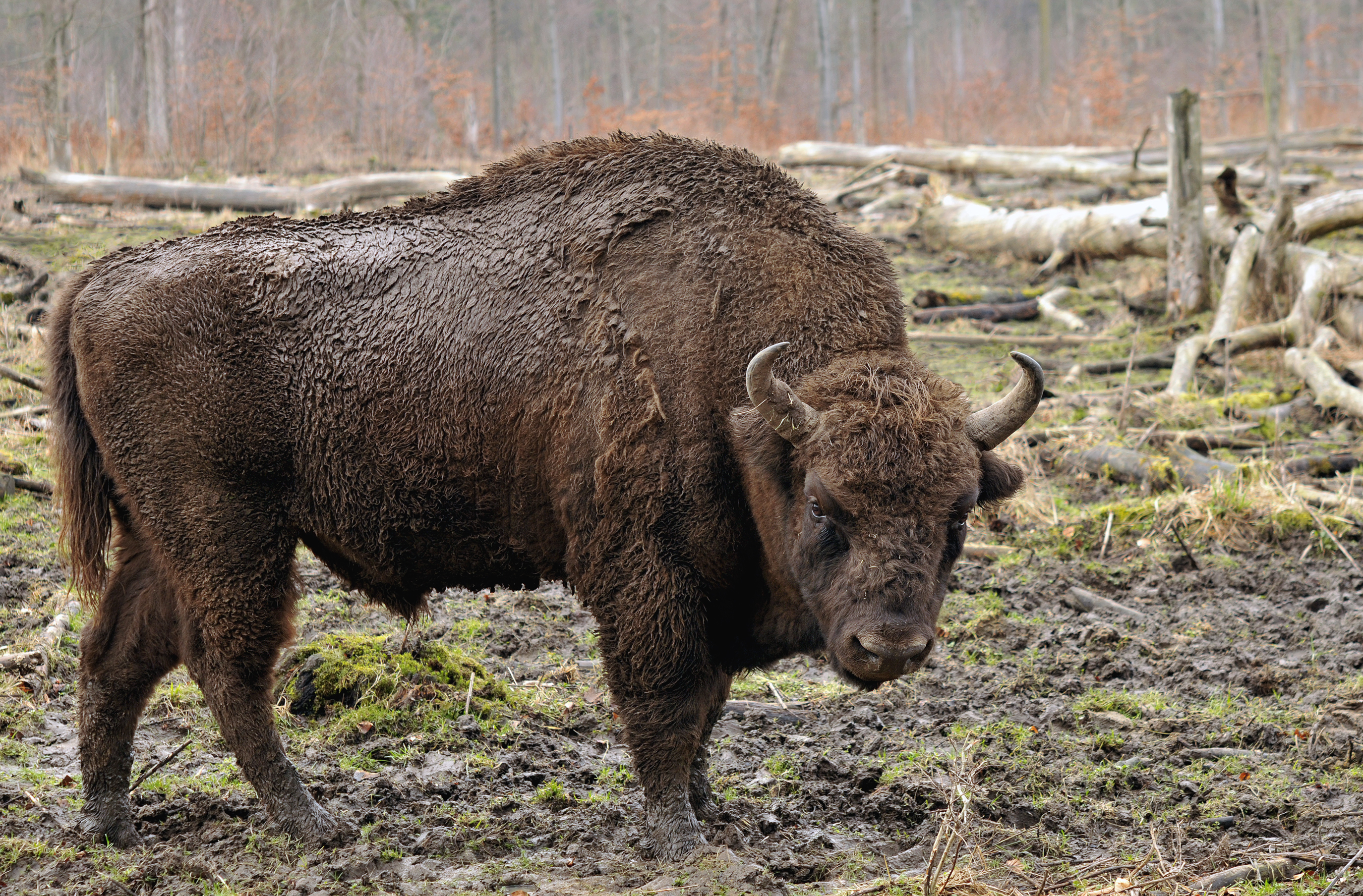
گاومیش کوهان‌دار اروپایی

- گوزن زرد، که در دوران باستان از آناتولی به بیشتر بخش‌های اروپا معرفی شده‌است.
- موفلون، برای اهداف شکار در این قاره از جمعیت جزیره‌های کرس و ساردینیا (که به نوبه خود با مقدمه‌هایی از خاورمیانه در دوره نوسنگی منشأ می‌گیرد) معرفی شد.
- گاو مشک، در سال ۱۹۷۶ به روسیه (شبه‌جزیره تایمیر و جزیره ورانگل) و اسکاندیناوی معرفی شد.[۶]
- گاومیش کوهان‌دار اروپایی که در اوایل سدهٔ بیستم در باغ وحش‌ها از انقراض نجات یافت و در چندین نقطه اروپای شرقی دوباره معرفی شد.
- اکراس سرتاس شمالی، منقرض شده در جنوب اروپا در دوران مدرن، پروژه‌های معرفی دوباره در اتریش و اسپانیا در حال انجام است.
- گاومیش آبی، در چندین منطقه از جمله دلتای دانوب[۷] (در حوضه دانوب در اوایل دوره هولوسن[۸] وجود دارد و نماینده‌ای برای Bubalus murrensis مشابه که در طول دوره‌های گرم‌تر پلیستوسن در اروپای جنوبی گسترده بود؛ داخلی) دوباره معرفی شد. جمعیت در ایتالیا و بالکان وجود دارد).
- مارموت آلپی، با موفقیت در سال ۱۹۴۸ در پیرنه، جایی که در پایان دوران پلیستوسن ناپدید شده بود، دوباره معرفی شد.[۹]

### جانورانی با جمعیت موجود در اروپا که در حال گسترش هستند
- بز کوهی آلپ
- بز کوهی اسپانیایی
- بز کوهی اروپایی
- گوزن شمالی
- گرگ
- سیاهگوش وشق اوراسیایی
- سیاهگوش وشق ایبری
- خرس قهوه‌ای
- راسوی اروپایی
- فک راهب مدیترانه‌ای[۱۰]
- سگ ابی اوراسیایی
- عقاب ماهی‌گیر
- عقاب دریایی دم‌سفید
- دال معمولی
- دال سیاه
- شاه‌بوف اوراسیایی

### گونه‌هایی که در گذشته تاریخی منقرض شده‌اند اما هنوز به عنوان نوادگان اهلی وجود دارند
- تعدادی از مسابقات اسب‌دوانی اولیه از جمله کونیک، اسب هک، دولمنر، اسب فیورد نروژی، اسب اکسمور، پوتوکا، اسب لوسینو، سورایا، ماریزمینو، به عنوان نماینده تارپان. اسب پرژوالسکی، زیرگونه‌ای بومی مغولستان و تنها اسب وحشی برجای مانده در جهان، در اوکراین، مجارستان و فرانسه نیز معرفی شده‌است.
- نژادهای گاو مقاوم یا ترکیبی از آنها به عنوان نماینده‌ای برای نیاگاوهای منقرض‌شده. پروژه TaurOs مستقر در هلند با آمیزش نژادهای Sayaguesa , Maremmana primitivo , Pajuna , Limia , Maronesa , Podolica , Tudanca و گاوهای هایلند قصد بازسازی اورُچ‌ها را دارد، در حالی که گاو Heck و گاو گالووی در گذشته در پروژه‌های چرا به کار رفته‌اند.

### گونه‌هایی که هنوز در خارج از اروپا وجود دارند

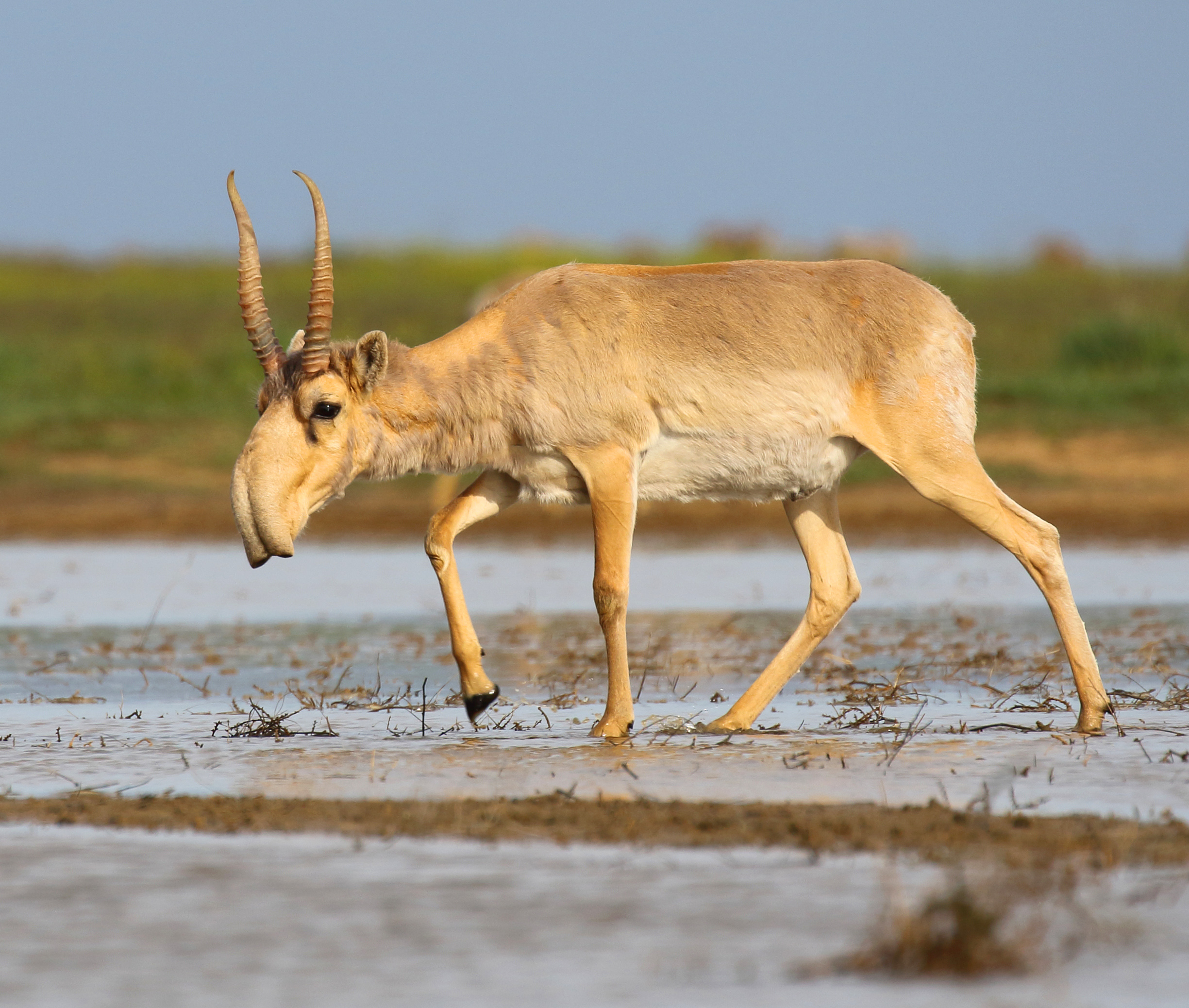
رمان هنریک سینکیه‌ویچ با آتش و شمشیر با توصیف سایگا به عنوان راهی برای برجسته کردن فضای عجیب و غریب داستان آغاز می‌شود سایگا اکنون در اروپا منقرض شده‌است و یک گونه در بحران انقراض است.

- خرس سیاه آسیایی (تا اواخر پلیستوسن، اروپا دارای دو زیرگونه خاص خود بود، Ursus thibetanus mediterraneus در غرب اروپا و قفقاز و همچنین Ursus thibetanus permjak در اروپای شرقی، به‌ویژه کوه‌های اورال)
- فیل آسیایی (نماینده فیل منقرض‌شده راست‌عاج که از لحاظ تاریخی نیز در ترکیه وجود داشت. باغ وحش استوایی راندرز در دانمارک قصد دارد تا از فیل‌های آسیایی در یک پروژه محلی در مقیاس کوچک استفاده کند).[۱۲][۱۳]

شیر شمالی (در دوران پلیستوسن در اروپا گسترده شد. در دوران تاریخی در جنوب شرقی اروپا، تا مجارستان. همچنین می‌تواند به عنوان نماینده شیر غارنشین منقرض‌شده اروپایی باشد)
- سگ وحشی آسیایی (در دوره یخبندان پسین یافت شده‌است)
- شتر یک‌کوهانه (می‌تواند به عنوان یک نماینده برای شترهای اروپایی منقرض‌شده عمل کند)
- اسب آبی (در اروپا در دوران پلیستوسن یافت شده‌است؛ مناسب برای مناطق گرم‌تر اروپا)
- گور آسیایی (همچنین اخیراً در اروپای شرقی منقرض شده‌است)
- پلنگ ایرانی (پلنگ‌ها تا پایان پلیستوسن در اروپا رشد کردند و هنوز هم در قفقاز وجود دارند)
- کل سکایی (سایگا) (تا همین اواخر در اروپای شرقی وجود داشت)
- کفتار خال‌دار (آخرین رخداد در اواخر دوره یخبندان)
- کرگدن سوماترایی (نزدیک‌ترین خویشاوند زنده دودمان کرگدن‌های اروپایی. اگر این گونه از انقراض نجات یابد، احتمالاً می‌تواند جایگزین کرگدن منقرض شده مرک شود، اما اگر کرگدن‌های سوماترایی منقرض شوند، می‌توان از کرگدن سفید به جای کرگدن مرک استفاده کرد[۱۴]

## شمال سیبری

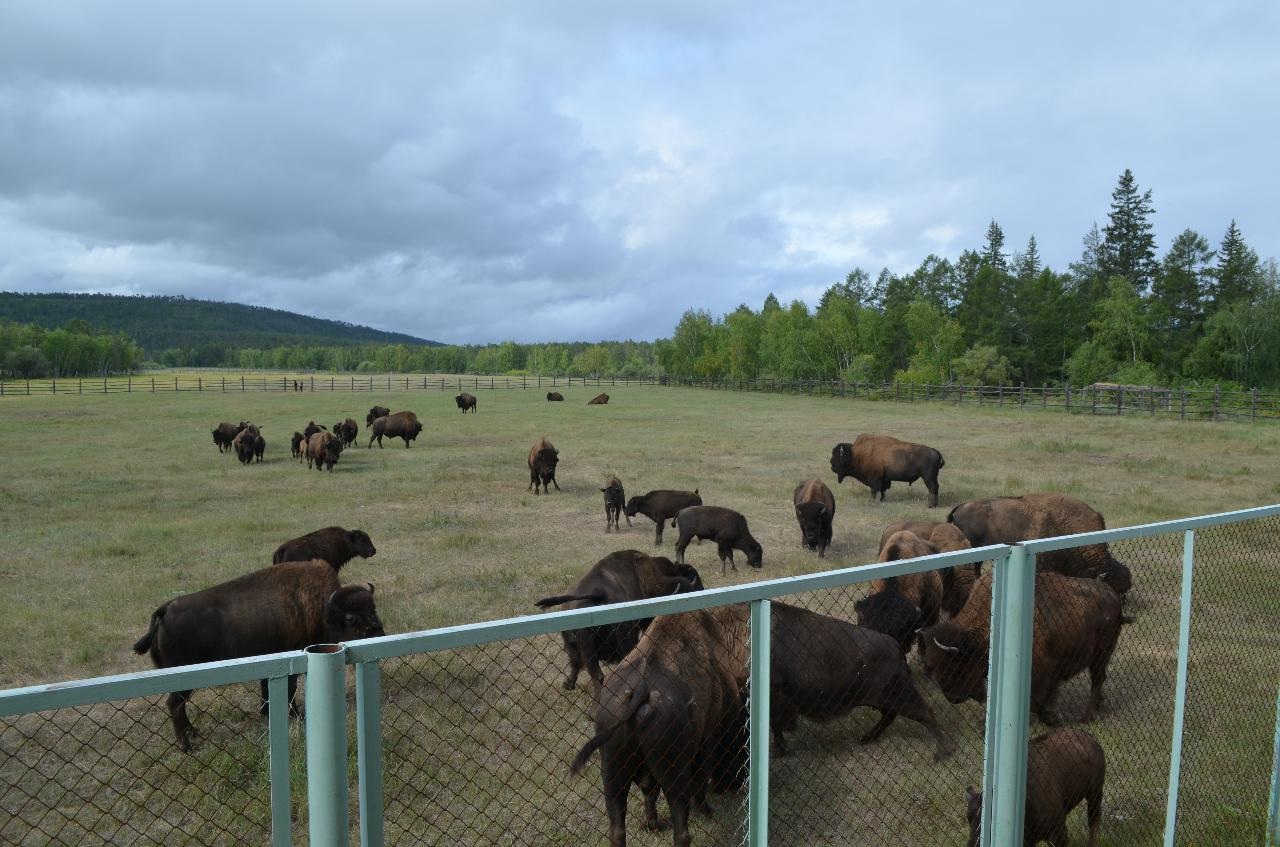
برنامه معرفی مجدد گاومیش کوهان دار چوبی در جمهوری ساخا.

هدف از بازسازی سیبری پلیستوسن، بازآفرینی استپ باستانی ماموت با معرفی دوباره کلان‌زیاگان است. نخستین گام، معرفی دوباره موفق گاو مشک در شبه‌جزیره تایمیر و جزیره ورانگل بود. در سال ۱۹۸۸، پژوهشگر سرگئی زیموف، پارک پلیستوسن را ایجاد کرد - یک ذخیره‌گاه طبیعی در شمال شرق سیبری برای بازگرداندن کلان‌زیاگان در مقیاس کامل آن. گوزن شمالی، شوکای سیبری و گوزن‌های دریایی در گذشته حضور داشتند. اسب‌های یاقوتستان، موسکوکس، مرال آلتای (واپیتی) و گاومیش کوهاندار اروپایی دوباره معرفی شدند. همچنین معرفی دوباره برای غژگاو، شتر باختری، گوسفند برفی، کل سکایی (سایگا) و ببرهای سیبری برنامه‌ریزی شده‌است.
گاومیش کوهان‌دار آمریکایی، نزدیکترین خویشاوند گاومیش کوهان‌دار قدیمی که ۱۰۰۰ تا ۲۰۰۰ سال پیش در سیبری منقرض شد، یک گونه مهم برای بوم‌شناسی سیبری است. در سال ۲۰۰۶، ۳۰ گوساله گاومیش کوهان‌دار آمریکایی از ادمونتون، آلبرتا به یاکوتسک منتقل شدند. اکنون آنها در ذخیره‌گاه دولتی Ust'-Buotama زندگی می‌کنند.

### جانورانی که در گذشته معرفی شده‌اند
- شتر دوکوهانه
- غژگاو شش غژگاو اهلی در سال ۲۰۱۷ به پارک پلیستوسن آورده شد. معلوم شد که دو تا از یاک‌ها باردار بودند، بنابراین، اکنون هشت یاک در پارک پلیستوسن وجود دارد.
- گاو مشک (حدود ۲۰۰۰ سال پیش در سیبری منقرض شد، اما در شبه جزیره تایمیر و جزیره رانگل دوباره معرفی شد)
- گاومیش کوهان دار چوبی (به عنوان نماینده ای برای گاومیش کوهان دار استپی منقرض شده)[۱۶]
- اسب یاکوتی (گروهی از این اسب‌ها برای جایگزینی اسب‌های منقرض شده به پارک پلیستوسن آورده شدند)

### گونه‌هایی که برای معرفی دوباره در نظر گرفته شده‌است
- کل سکاییی (تا همین اواخر در بسیاری از مناطق سیبری رخ داده‌است، اکنون به منطقه حفاظت‌شده طبیعی Chyornye Zemli محدود شده‌است)
- شوکای سیبری (هم با معرفی و هم با مهاجرت می‌توان آن را بازگرداند)
- ببر سیبری (تا برینگیا در اواخر پلیستوسن رخ داده‌است، اکنون به جنوب شرقی سیبری محدود شده‌است)
- گوسفند برفی (می‌توان از طریق معرفی و مهاجرت به بسیاری از مناطق سیبری بازگردانده شد)

### جانورانی که در گذشته معرفی شده‌اند
- روباه کره‌ای در پارک ملی Sobaeksan و DMZ، کره جنوبی[۱۷]
- خرس سیاه آسیایی در پارک ملی جیریسان، کره جنوبی
- گوزن پر داوید در چین